# مطار ال نيدو
مطار ال نيدو (بالإنجليزية: El Nido Airport) (إياتا: ENI) هو مطار يخدم مدينة إل نيدو في بالاوان .